# Trans-Siberische weg

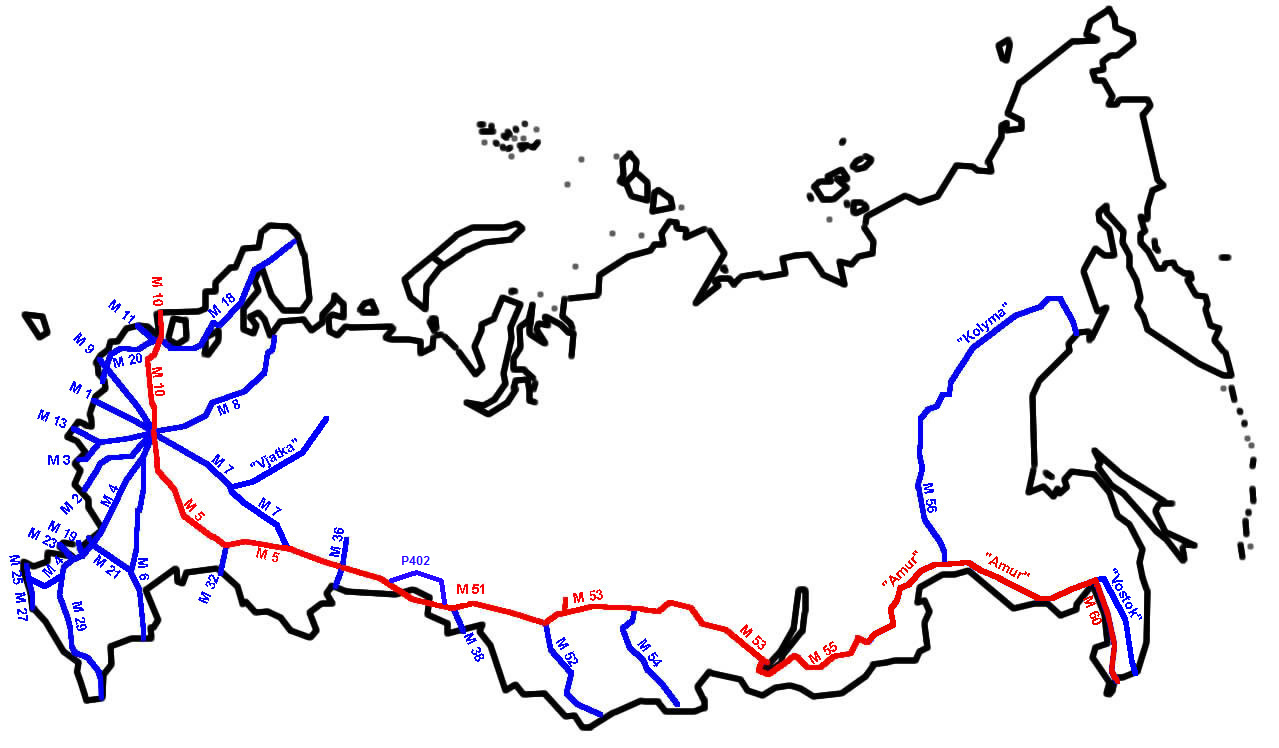
het verloop van de Trans-Siberische weg

De Trans-Siberische weg (Russisch: Транссибирская автомагистраль, Transsibirskaija avtomagistral) is een weg die bijna de gehele breedte van Rusland overspant. De weg strekt zich uit over 10.500 kilometer van Sint-Petersburg tot Vladivostok en is de langste weg in een enkel land. De weg bleef grotendeels onaf met grote stukken bos die belangrijke delen van de weg van elkaar scheidden totdat begin 2004 de Russische President Vladimir Poetin hem symbolisch opende. In 2015 was de autoweg volledig verhard.
De weg loopt van Sint-Petersburg naar Moskou, Jekaterinenburg, Novosibirsk, Chabarovsk en eindigt in Vladivostok.

## Wegnummers
De Trans-Siberische weg heeft over de volgende wegnummers:
| Nummer | Naam     | Traject                    |
| ------ | -------- | -------------------------- |
| M10    | Rossija  | Sint-Petersburg - Moskou   |
| M5     | Oeral    | Moskou - Tsjeljabinsk      |
| P254   | Irtysj   | Tsjeljabinsk - Novosibirsk |
| P255   | Sibir    | Novosibirsk - Irkoetsk     |
| P258   | Bajkal   | Irkoetsk - Tsjita          |
| P297   | Amoer    | Tsjita - Chabarovsk        |
| A370   | Oessoeri | Chabarovsk - Vladivostok   |